# Estación Paipote
Paipote fue una estación ferroviaria correspondiente al Longitudinal Norte ubicada en la localidad de Paipote, comuna de Copiapó, en la Región de Atacama, Chile. La estación fue construida como parte del Ferrocarril de Caldera a Copiapó, además de servir como estación de desvío entre el Ramal Paipote-Los Loros y la ruta del Longitudinal Norte. Todos los restos de la estación, así como los terrenos fueron demolidos y actualmente se encuentra una zona residencial utilizando la zona.

## Historia
La estación Paipote originalmente fue parte de la construcción del Ferrocarril de Caldera a Copiapó; la estación fue parte de la segunda extensión de esta línea que se extendió desde estación Copiapó hasta estación Pabellón. Estas obras fueron desarrolladas bajo la supervisión del ingeniero Allan Campbell y que fueron entregadas en 1854, incluyendo la estación de Paipote.
En enero de 1888 el Estado chileno adquiere el ferrocarril de Caldera a Copiapó, incluido el segmento hasta Chañaral, que para ese momento tenía trocha ancha, pero como fue planificada su fusión con el Longitudinal, su ancho de vía fue cambiado a métrico y se añadió una sección hasta la estación Pueblo Hundido. La estación originalmente continuaba hacia el norte con una línea férrea que tenía como cabecera a la Estación Chulo, según el diseño original del ferrocarril de Caldera a Copiapó, y que debido a los intereses de conectar el norte de Chile por medio de un ferrocarril longitudinal, fue conectada a la extensión de ferrocarril entre Chulo y estación Inca de Oro, siendo inaugurado en 1910.
Ya para 1922 el recinto estación se encontraba operativa.
Para 1970 la estación otorgaba servicios de pasajeros para los vecinos de la localidad de Paipote y a los trabajadores de la Fundición Hernán Videla Lira; fue suprimida mediante decreto del 28 de julio de 1978 y para inicios de la década de 1990 la estación fue demolida y el terreno fue vendido a inmobiliarias para la construcción de casas residenciales. En 1992 aun estaba en operaciones un ramal que conectaba a la estación con la Fundición. Actualmente no quedan restos de la estación, solo queda la vía, un triángulo de inversión y dos puentes ferroviarios junto a la avenida Copayapu.